# لامين ديارا
لامين ديارا (بالفرنسية: Lamine Diarra)‏ (20 ديسمبر 1983 السنغال - ) هو لاعب كرة قدم سنغالي، يلعب كمهاجم.

## وصلات خارجية
لامين ديارا على موقع الاتحاد الأوربي (الإنجليزية)
- لامين ديارا على موقع اتحاد تركيا (لاعب) (الإنجليزية)
- لامين ديارا على موقع قاعدة بيانات كرة القدم.إي يو (الإنجليزية)
- لامين ديارا على موقع ليكيب (الفرنسية)
- لامين ديارا على موقع ناشيونال فوتبول تيمز (الإنجليزية)
- لامين ديارا على موقع Soccerway.com (الإنجليزية)
- لامين ديارا على موقع عالم كرة القدم.نت (الإنجليزية)